# Ambergate
Ambergate est un village anglais situé dans le district d'Amber Valley dans le comté du Derbyshire, à la confluence de la rivière Amber avec la Derwent.
Il est situé dans la région des usines de la vallée de la Derwent, un ensemble d'usines classé au patrimoine mondial.

## Source
- (en) Cet article est partiellement ou en totalité issu de l’article de Wikipédia en anglais intitulé « Ambergate » (voir la liste des auteurs).